# Andrei Broder
Pour les articles homonymes, voir Broder.
Andrei Zary Broder (en hébreu : אנדרי זרי ברודר), né à Bucarest en Roumanie en 1953, est un chercheur en informatique israélien.

## Biographie

### Carrière
Broder a fait sa thèse avec Donald Knuth.
Andrei Broder travaille chez AltaVista où il est vice-président de la recherche, puis chez IBM Research en tant qu'ingénieur émérite et directeur de la technologie (CTO) de l'Institut de recherche et d'analyse de texte.
Il est ensuite chercheur postdoctoral et vice-président du département Computational Advertising chez Yahoo!. Il est scientifique émérite chez Google.

### Travaux
Broder a créé des algorithmes et défini des concepts considérés comme fondamentaux pour la science et la technologie du Web. En 1998, il est co-inventeur du  CAPTCHA, le premier test pratique visant à empêcher les robots de pénétrer sur des sites Web. En 1997, Broder dirige l'élaboration de la première solution pratique pour trouver des documents quasi-doubles sur le Web.
Pionnier dans le domaine de fonction de hachage en particulier pour le Locality sensitive hashing, Broder reçoit le prix Paris-Kanellakis en 2012.